# دانته تستا
دانته تستا (ایتالیایی: Dante Testa؛ ‏ ۲۴ اوت ۱۸۶۱ – ۳ مارس ۱۹۲۳) بازیگر، کارگردان فیلم و کارگردان نمایش اهل پادشاهی ایتالیا بود.
از فیلم‌هایی که وی در آن نقش داشته‌است، می‌توان به کابیریا اشاره کرد.